# Хайдарли
 Тази статия е за селото в дем Кукуш.  За селото в дем Кожани със старо име Хайдарли, вижте Клитос.  
Хайдарли (на гръцки: Βαπτιστής, Ваптистис, до 1929 година Χαϊδαρλή, Хайдарли) е село в Егейска Македония, Гърция, дем Кукуш, област Централна Македония с 449 жители (2001).

## География
Селото е разположено на 5 километра западно от демовия център Кукуш (Килкис).

## История

### В Османската империя
В XIX век Хайдарли е българско село в каза Аврет Хисар (Кукуш) на Османската империя. В „Етнография на вилаетите Адрианопол, Монастир и Салоника“, издадена в Константинопол в 1878 година и отразяваща статистиката на населението от 1873 година, Айдарлия (Aydarlia) е посочено като селище в каза Аврет Хисар (Кукуш) с 55 домакинства, като жителите му са 146 българи.
Според статистиката на Васил Кънчов („Македония. Етнография и статистика“) в 1900 година Айдарли е село в Кукушка каза с 80 жители българи християни.
Населението на селото е под върховенството на Българската екзархия. По данни на секретаря на Екзархията Димитър Мишев („La Macédoine et sa Population Chrétienne“) в 1905 година Айдарли (Aïdarli) е село в Кукушка каза с 96 души българи екзархисти.
При избухването на Балканската война в 1912 година двама души от Хайдарли са доброволци в Македоно-одринското опълчение.

### В Гърция
В 1913 година селото попада в Гърция. Населението му се изселва в България и на негово място са настанени гърци бежанци. През 1927 години селото е прекръстено на Ваптистис. В 1928 година селото е изцяло бежанско със 110 семейства и 443 жители бежанци.

## Личности
Родени в Хайдарли
- Стоян Димитров (? – 7 ноември 1912), опълченец от Македоно-одринското опълчение, Първа рота на Девета велешка дружина, загинал в Балканската война[8]
- Христо Наков (1890 – ?), опълченец от Македоно-одринското опълчение, Втора отделна партизанска рота, Четвърта рота на Трета солунска дружина[9]